# 청도 적천사 대웅전
청도 적천사 대웅전(淸道 磧川寺 大雄殿)은 대한민국 경상북도 청도군 청도읍 원리, 적천사에 있는 조선시대의 대웅전이다. 2013년 4월 8일 경상북도의 유형문화재 제473호로 지정되었다.

## 개요
적천사는 신라 문무왕 4년(664) 원효대사가 수도하기 위해 토굴의 형태로 세웠다. 통일신라 흥덕왕 3년(828)에 심지왕사가 고쳐 세운 뒤, 여러 차례 소실되고 다시 지었으며 근래에는 명부전과 누각을 고쳐 세웠다.
대웅전은 앞면 3칸·옆면 3칸 규모로, 지붕은 옆면에서 볼 때 사람 인(人)자 모양인 맞배지붕이다. 지붕 처마를 받치기 위해 장식하여 만든 공포는 기둥 위와 기둥 사이에도 있는 다포 양식으로 꾸몄다. 조선 후기에 지은 것으로 보이지만 조선 전기 건축 수법도 부분적으로 볼 수 있다.

## 참고 자료
- 청도 적천사 대웅전 - 국가유산청 국가유산포털